# Thenea abyssorum
Thenea abyssorum är en svampdjursart som beskrevs av Koltun 1964. Thenea abyssorum ingår i släktet Thenea och familjen Pachastrellidae. Inga underarter finns listade i Catalogue of Life.